# NatWest Series 2000
Die NatWest Series 2000 war ein Drei-Nationen-Turnier das vom 6. bis zum 22. Juli 2000 in England im One-Day Cricket ausgetragen wurde. Bei dem zur internationalen Cricket-Saison 2000 gehörenden Turnier nahmen neben den Gastgeber die Mannschaften aus Simbabwe und den West Indies teil. Im Finale konnte sich England mit 6 Wickets gegen Simbabwe durchsetzen.

## Vorgeschichte
Das Turnier war in die Tour der West Indies in England eingebunden, nachdem England zuvor eine Tour gegen Simbabwe bestritten hatte.

## Format
In einer Vorrunde spielte jede Mannschaft gegen jede dreimal. Für einen Sieg gab es zwei, für ein Unentschieden oder No Result 1 Punkt. Die beiden Gruppenersten qualifizierten sich für das Finale und spielten dort um den Turniersieg.

## Stadion
Die folgenden Stadien wurden als Austragungsort vorgesehen.
| Stadion                     | Stadt             | Kapazität | Spiele           |
| --------------------------- | ----------------- | --------- | ---------------- |
| Edgbaston Cricket Ground    | Birmingham        | 24.803    | 8 Spiel          |
| Bristol County Ground       | Bristol           | 17.500    | 1. Spiel         |
| St Lawrence Ground          | Canterbury        | 7.000     | 4. Spiel         |
| Emirates Durham             | Chester-le-Street | 17.000    | 6. & 7. Spiel    |
| The Oval                    | London            | 23.500    | 2. Spiel         |
| Lord’s Cricket Ground       | London            | 30.000    | 2. Spiel; Finale |
| Old Trafford Cricket Ground | Manchester        | 19.000    | 5. Spiel         |
| Trent Bridge                | Nottingham        | 15.350    | 9. Spiel         |

## Kaderlisten
England benannte seinen Kader am 20. Juni 2000.
Die West Indies und Simbabwe benannten ihren Kader am 5. Juli 2000.
| ODI | ODI | ODI |
| England | Simbabwe | West Indies |
| --- | --- | --- |
| - Nasser Hussain (K) - Alec Stewart (VK & wk) - Andy Caddick - Robert Croft - Mark Ealhan - Andrew Flintoff - Paul Franks - Darren Gough - Graeme Hick - Matthew Maynard - Alan Mullally - Graham Thorpe - Marcus Trescothick - Craig White | - Andrew Flower (K & wk) - Gary Brent - Alistair Campbell - Stuart Carlisle - Grant Flower - Murray Goodwin - Neil Johnson - Mpumelelo Mbangwa - Mluleki Nkala - John Rennie - Bryan Strang - Heath Streak - Dirk Viljoen - Guy Whittall - Craig Wishart | - Jimmy Adams (K) - Sherwin Campbell - Corey Collymore - Mervyn Dillon - Chris Gayle - Adrian Griffith - Wavell Hinds - Ridley Jacobs (wk) - Reon King - Brian Lara - Nixon McLean - Mahendra Nagamootoo - Ricardo Powell - Franklyn Rose - Ramnaresh Sarwan |

## Spiele

### Vorrunde
Tabelle
| Teams       | Sp. | S | N | U | R | NR | BP | Punkte | NRR    |
| ----------- | --- | - | - | - | - | -- | -- | ------ | ------ |
| Simbabwe    | 6   | 4 | 2 | 0 | 0 | 0  | 0  | 16     | −0.276 |
| England     | 5   | 3 | 2 | 0 | 0 | 0  | 0  | 12     | +0.985 |
| West Indies | 5   | 1 | 4 | 0 | 0 | 0  | 0  | 4      | −0.700 |

Sieg: 4 Punkte; Remis: 2 Punkte
Spiele
| 6. Juli Scorecard | Bristol | West Indies 232-7 (50)         | – | Simbabwe 233-4 (45) |
|                   |         | Simbabwe gewinnt mit 6 Wickets |   |                     |

Das erste Spiel war das erste Tag/Nacht-ODI, dass im Vereinigten Königreich ausgetragen wurde.
| 8. Juli Scorecard | London (The Oval) | England 207 (50)               | – | Simbabwe 210-5 (48.2) |
|                   |                   | Simbabwe gewinnt mit 5 Wickets |   |                       |

| 9. Juli Scorecard | London (Lord’s) | England 158-8 (43.5) | – | West Indies |
|                   |                 | No Result            |   |             |

| 11. Juli Scorecard | Canterbury | Simbabwe 256-4 (50)          | – | West Indies 186-8 (50) |
|                    |            | Simbabwe gewinnt mit 70 Runs |   |                        |

| 13. Juli Scorecard | Manchester | Simbabwe 114 (38.4)           | – | England 115-2 (20.3) |
|                    |            | England gewinnt mit 8 Wickets |   |                      |

| 15. Juli Scorecard | Chester-le-Street | West Indies 169-5 (50)         | – | England 171-0 (35.2) |
|                    |                   | England gewinnt mit 10 Wickets |   |                      |

| 16. Juli Scorecard | Chester-le-Street | West Indies 287-5 (50)         | – | Simbabwe 290-4 (49.1) |
|                    |                   | Simbabwe gewinnt mit 6 Wickets |   |                       |

| 18. Juli Scorecard | Birmingham | England 262-8 (50)          | – | Simbabwe 210-9 (50) |
|                    |            | England gewinnt mit 52 Runs |   |                     |

| 20. Juli Scorecard | Nottingham | West Indies 195-9 (50)         | – | England 192 (49.5) |
|                    |            | West Indies gewinnt mit 3 Runs |   |                    |

### Finale
| 22. Juli Scorecard | London (Lord’s) | Simbabwe 169-7 (50)           | – | England 170-4 (45.2) |
|                    |                 | England gewinnt mit 6 Wickets |   |                      |